# 工夫茶
工夫茶（閩拼：geoyng21-ngu55-la53，實際讀音：/køyŋ˨˩ ŋu˥˥ la˥˧/），是一種福建地區、潮州及海外潮州人的飲茶文化，在台灣常稱作老人茶，工夫茶文化在现在广东尤其是粤东的潮汕地区（潮州、汕头、揭阳）比较盛行。
潮州工夫茶盛行1000多年，是晋唐衣冠南渡后保留下来的品饮茶文化，至今這文化還保留在香港、台灣、新加坡、馬來西亞及泰國。
2008年6月，潮州工夫茶艺申遗成功，正式成为中国国家级非物质文化遗产。

## 名稱
因由選料、烘焙、收藏及沖泡都花工夫，所以叫工夫茶。
潮汕话的“工夫”是指細緻、精微、講究的意思，潮汕“工夫茶”（gang1 hu1 dê5）以“工夫”二字为正字，而“功夫茶”（gong1 hu1 dê5）是不懂潮汕话之人士的谬传。

## 歷史

### 起源
宋朝蔡襄字君謨出身福建，精通茶道，著有《茶錄》，故閩南語「工夫茶」另稱「君謨茶」（kun-bo te），福建茶起於唐代，興盛於宋代，值得一提閩南語「龜毛」為「君謨」諧音。
工夫茶一詞的發現可於清俞蛟的《潮嘉风月记》中找到，是目前为学界公认的有关工夫茶的最早记录，也是作为工夫茶的命名依据。虽唐代冯贽《记事珠》有“建人谓斗茶为茗战”，但“斗茶”与“工夫茶”是有很大的区别，前者是點茶技藝的竞争，而唐朝還沒有烏龍茶的出現。工夫两字有多种涵义，一般做"細緻"、"精微"、"講究"、“费时”及“费工夫（精力）”解。由于比较讲究選料、製作(烘焙)、收藏、泡茶的方式，对操作手艺、茶具、品饮的要求都非常高，故称工夫茶。
工夫茶甚为讲究，相应的器具必不可少，却对手艺要求不是想象中的这么高，其方法非常容易让一般大众掌握和使用，这在潮汕地区几乎家家户户不分男女老少的日常使用中可以得到明证；工夫茶在日常饮用中从落座开始点火烧水到置茶、备器（一般有三个杯要求摆放呈品字形），再到冲水、洗茶、冲茶有时也同时是洗杯（俗称第一冲），再冲水、浸泡、冲茶稍候片刻才端杯慢慢细饮（俗称第二冲），之后再添水烧煮重复第二冲的过程，数冲以后（从六、七冲到十多冲）换茶再泡，期间的过程是很花费时间的。

## 茶具
工夫茶的茶具一般比较小巧，以便控制泡茶的質素。最簡便的工夫茶茶具為一壶带二到四个杯子，較講究的則有的多種不同器具，由七八種至二十多種不等，《潮嘉風月記》及近人翁輝東《潮州茶經》所載的工夫茶茶具包括爐、茶壺、蓋碗、茶杯、壺墊、燒水器（瓦鐺、砂銚）、棕墊、茶洗、茶盤、水瓶、水鉢、水勺、龍缸、扇（紙扇、羽扇）、銅箸、茶罐、茶巾：用來潔淨器皿、茶箸、茶夾、茶桌、茶擔、茶櫥竹夾等，各有其功用。其中又有四種茶具最為講究，稱為「茶室四寶」、「茶房四寶」或「煮茶四寶」，為砂銚、茶爐、沖罐、茶杯，另一說為茶爐、茶罐、沖罐、茶杯。

### 《潮嘉風月記》所載的茶具
據《潮嘉风月记》載，工夫茶的茶具有爐、壺、杯盤、茶杯、瓦鐺、棕墊、紙扇、竹夾。爐即茶爐，形如截筒，高約一尺二三寸，以細白泥製作。壺即茶壺，以宜興窯出產者（紫砂壺）最佳，圓體扁腹，努嘴曲柄，大的容量可達半升。潮州手拉壶亦是主要冲泡工具。杯盤即茶盤，以花瓷居多，形如滿月，內外繪上工致的山水人物圖案，不少皆為古董，上面放上小巧的茶杯。爐和壺各一，茶杯則視乎人數而定。有些壺、盤、杯舊而品質佳，貴如拱璧，並非常見之物。

### 《潮州茶經》所載茶具
據《潮州茶經》所載，傳統工夫茶有二十多種器具，有沖罐、蓋甌、茶洗、茶盤、茶墊、水瓶、水鉢、水勺、龍缸、風爐、砂銚、羽扇、銅箸、茶罐、茶巾、竹箸、茶夾、茶桌、提籃。
沖罐即茶壺，其中以江蘇宜興出產的紫砂壺為最佳，稱為「蘇罐」。明末清初时的制壶大师惠孟臣所製小壶亦非常闻名，稱為「孟臣罐」。沖罐宜小不宜大，宜浅不宜深。蓋甌即蓋碗，在人多的場合會以此代罐，有出水快、去渣易之优点，但因口阔，不易留香，故属权宜用之，其纳茶之法，仍与沖罐相同。茶杯以小、淺、薄、白為佳。清代開始又以江西景德镇烧瓷名匠若琛所製、白地藍花、底平日闊茶杯為上品，稱為「若琛杯」或「若琛甌」。後因若琛杯不易得，又以江西景德鎮和潮州楓溪出品的白瓷小杯為佳，稱為、「白玉杯」、“白果杯”，有白如玉、薄如纸之誉。夏季宜用杯口微外向的「反口杯」，冬季宜用口邊不外向者。又有講究四季用不同樣式的杯：春宜“牛目杯”，夏宜“栗子杯”，秋宜“荷叶杯”，冬宜“仰钟杯”。至於口闊腳尖的「喇叭杯」以及有柄之「牛奶杯」則不宜。
茶洗形如大碗，需備「一正二副」共三個，正洗用以浸茶杯，副洗一個用來浸“沖罐”，另一個用以盛廢水和已泡過的茶葉。茶盤以寬、平為佳，有多種形狀，邊緣要淺，方便取飲。以饶州官窑所产素瓷青花者为最佳，龙泉白定次之。茶墊形狀像盤而小，直徑約三寸，用來盛載沸水，放置沖罐，作保溫之用。夏季宜淺，冬季宜深。底下托以墊氈，以秋季結果的絲瓜絡製成，優點為不會產生異味。以舊布料剪成圓形則稍有不合。水瓶用作貯水以備烹茶，為一種長頸垂肩、平底、有提柄的容器，以素瓷青花者为佳品。又有一種形似蘿蔔樽，束頸有嘴，飾以螭龍图案，名“螭龙樽”，俗称“钱龙樽”。 水鉢同樣是貯水器，放於茶几上，以椰子殼為水勺。龍缸是容量大的有蓋容器，用以貯存大量泉水，放於茶室內。風爐是置炭燒水的風爐，一種為紅泥火爐，高約六七寸。另有一种“高脚炉”，高二尺餘，下半部有格，可盛榄核炭。還有一種「白灶」，以細白泥製成。還有普宁里湖的竹节炉，以造型美观，耐热保温著称，形如玉竹，又稱「玉竹爐」。砂銚是煮水用的器具，又稱「茶鍋」，用砂泥製成。又稱「玉書碨」，約可煮四両水，壺有小、長型手柄。羽扇用作搧爐，如手掌大小。銅箸是銅製火筷，用作挾炭、挑火。
茶罐是貯存茶葉的罐，每種茶葉皆需獨立的錫罐貯存。以潮陽颜家所制锡罐，罐口密闭，最享盛名。普宁贵政山罐胎质介于陶和磁之间，既有陶胎的粗放，又有磁胎的硬度（高温）罐体优美，长期存放茶叶不串味。茶巾用來潔淨器皿。竹箸是用作挾茶渣的筷子，筷子頭較一般筷子為尖。茶夾可代替竹箸挾茶渣，又可在洗杯時防止燙手。茶桌用來擺設茶具。茶擔用作貯存茶具，可攜帶外出。茶櫥用作貯存茶具、茶葉，放於室內。

## 泡制
工夫茶的冲泡极其考究，不同流派的泡法稍有差異，但都有一些共通之處。冲泡需用沸腾的水。用于烧水的炉子和盛水的容器一般都与茶具一起摆放，随烧随泡。
簡易泡茶步驟流程為 (1)暖壺、暖杯 (2)放茶葉 (3)溫潤泡 (4)一般沖泡 (5)清潔
先前用小炭炉烧水，现多用酒精炉或电炉。斟茶时更是考究。首先，茶壶中茶叶不能落于茶杯中。其次，各杯茶的颜色、盈满程度要求完全一致。为此，冲茶者手执茶壶向手肘内侧方向（逆时针方向）快速向各杯循环斟茶（逆时针方向是右手执壶，左手执壶要顺时针方向），此称为“关公巡城”。待茶壶中茶水将尽时，以循环点击形式将最后茶滴均匀斟于各杯，此称为“韩信点兵”。茶杯以八分满为宜（此概因自古就有俗语曰“茶满欺客，酒满敬人”之说），茶壶中多余茶水必须倒掉，不能留于壶中，否则下轮茶会变得苦涩难饮。一般到杯中茶水颜色变浅时换茶叶。
其火用碳，次用劲薪。（谓桑、槐、桐、栎之类也）其碳曾经潘炙，为膻腻所及，及膏木，败器不用之。（膏木为柏、桂、桧也败器谓朽废器也）古人有劳薪之味，信哉！《茶经》
沖茶的水，最好是天然的山泉水、次之為井水及河水，最後才選擇自來水沖泡。水質和水溫均影響茶湯的色、香、味、韻。
其水，用山水上，江水中，井水下。其山水拣乳泉，石池漫流者上；其暴涌湍漱，勿食之。久食，令人有颈疾。又多别流于山谷者，澄浸不泄，自火天至霜效以前，或潜龙畜毒于其间，饮者可决之，以流其恶，使新泉戋戋然，酌之。其江水取去人远者，井水取去人多汲者。《茶经》
潮州工夫茶原料選用福建烏龍茶製作，當中以鐵觀音為最。

## 特点
潮州人饮茶稱“食茶”（潮拼：ziah8 dê5）。工夫茶冲于杯中后，冲茶人邀请各位饮茶时一般说“食”。客人回应之以“食”。冲茶人双手向客人端送茶杯时，客人应双手接茶。
另外，潮州人稱泡茶為“沖茶”或“煲茶”，“煲茶”一詞或為唐代的飲茶方式在潮州話的語言孑留，抑或是潮州工夫茶一開始類似於唐代的“煲茶”。